# 丁公路北站
丁公路北站位于中华人民共和国江西省南昌市东湖区和西湖区交界处的北京西路和丁公路交叉口，是南昌地铁1号线、4号线的地铁换乘站，车站于2015年12月26日和1号线一同启用，4号线于2020年12月26日启用。在南昌地铁2号线南昌火车站投运前，它是离国铁南昌站最近的地铁站，位于南昌火车站以北约1公里处。

## 车站结构
1号线站厅在地下一层，站台在地下二层为岛式站台；4号线站厅在地下一层和1号线站厅连通，是地下三层岛式站台车站。
1号线车站面积为14177.2㎡，占地面积约15.87亩。
4号线车站占地面积约20.50 亩。
2017年起4号线因拆迁问题有研究多套站址选址方案和站内换乘方式，因1号线建设时是标准车站因此还有考虑改造既有站台；2018年12月29日报道称受于拆迁问题的丁公路北站终于动工；论坛网友分析可能是更换的设计将车站移至北京西路南侧。
2019年6月《建设用地规划许可证》确定4号线车站位置。

### 楼层
| 1层  | 地面               | 出入口                         |  |  |
| -1层 | 站厅               | 自动售票机、客服中心           |  |  |
| -2层 |                    | █ 1号线 往昌北机场（八一广场） |  |  |
|      | 岛式站台，左侧开门 |                                |  |  |
|      |                    | █ 1号线 往麻丘（师大南路）     |  |  |
|      | 設備層             | 車站設備（4号线区域）          |  |  |
| -3层 |                    | █ 4号线 往白马山（丁公路南）   |  |  |
|      | 岛式站台，左侧开门 |                                |  |  |
|      |                    | █ 4号线 往鱼尾洲（人民公园）   |  |  |

### 出入口
1号线本站共开放3个出入口，预留1个出入口。
| 编号                   | 指示         | 图片      | 建议前往的目的地 |
| 1号线站厅              | 1号线站厅    | 1号线站厅 | 1号线站厅        |
| ---------------------- | ------------ | --------- | ---------------- |
| 出口 · 2L              | 北京西路北侧 |           | 新公园路         |
| 出口 · 3L              | 北京西路北侧 |           | 江西机械大厦     |
| 出口 · 4L · 升降机标志 | 北京西路南侧 |           | 丁公路、核工宾馆 |
| 4号线站厅              |              |           |                  |
| 出口 · 6L              | 丁公路西侧   |           |                  |
| 出口 · 7L              | 丁公路西侧   |           | 金盘路、广场东路 |
| 註： 設有              |              |           |                  |

## 历史
- 2009年6月2日《南昌市轨道交通1号线一期工程环境影响报告书（简本）》中本站名为北京西路站位于北京西路与丁公路交叉口[17][18]。
- 2010年8月30日的1号线一期24个站点暂用名定为北京西路站[1]。
- 2010年12月15日确定将改为丁公路北站[19]。
- 2014年1月23日3、4号线优化调整规划批前公示，4号线将经过本站与1号线换乘[20][21]。
- 2015年11月11日拆除围挡，恢复北京西路双向6车道通行。[22]
- 2015年12月26日随1号线一期一同启用。
- 2021年4月15日4号线车站主体结构封顶。[23]
- 2021年12月26日4号线开通，实现1/4号线换乘功能。